# Анджей Тенчинський (краківський воєвода)
Анджей Тенчинський (пол. Andrzej Tęczyński; бл. 1510 — 22 травня 1588) — державний діяч королівства Польського і Речі Посполитої.

## Життєпис
Походив з польського магнатського роду Тенчинських гербу Топор. Син Анджея Тенчинського, воєводи люблінського, та Анни Ожаровської. Народився близько 1510 року. У 1564 році закінчив Інгольштадський університет (герцогство Баварія).
У 1570 році стає каштеляном Белзького замку. 1573 році підтримав обрання Генріха Валуа, герцога Анжуйського, королем Речі Посполитої на елекційному сеймі. У 1574 році призначається воєводою белзьким і стає сенатором Речі Посполитої.
1575 року після втечі короля Генріха III до Франції почався період міжцарювання. Частина шляхти та магнатів висунула кандидату Анджея Тенчинського на трон, проте не здобув суттєвої підтримки сейму. Того ж року на елекційному сеймі підтримав кандидатуру Максиміліана II Габсбурга, імператора Священної Римської імперії, на трон Речі Посполитої.
1581 року стає краківським воєводою (до 1588 року). Тоді отримав в управління князівства[джерело?] Заторське, Освенцімське та Грубешівське. 1586 року обраний маршалком сеймику Краківського воєводства. 1587 року підписав рецесію, підтримуючи кандидатуру Сигізмунда Вази на трон Польщі. Того ж року організував оборону Краківського воєводства від австрійських військ, що намагалися захопити Краків та посадити на трон Максиміліана II. Загинув у битві при Заторі 1588 року.

## Родина
Дружина — Зофія, донька Анджея Дембовського. Діти:
- Габрієль (1572—1617), люблінський воєвода
- Анджей (1576—1613), стрийський староста
- Агнешка (1578—1644), дружина краківського воєводи Миколая Фірлея
- Ян (1581—1637), краківський воєвода
- Софія, дружина Яна Гостомського, каліського воєводи
- Катаржина (?—1650), дружина Марека Собеського, люблінського воєводи